# Billedskærm
 For alternative betydninger, se skærm. (Se også artikler, som begynder med skærm)
En billedskærm eller skærm er en visningsenhed og bliver brugt til at omdanne elektriske signaler til visuel information på en flade, så brugeren kan se hvad der sendes fra skærmkortet til computeren - eller sendes i fjernsynet. En skærm til en computer kaldes for en dataskærm, computerskærm eller det engelske ord monitor - og en skærm i et fjernsyn kaldes for en fjernsynsskærm eller tv-skærm.
En skærms størrelse bliver målt i engelske tommer og måles fra øverste ophængsøre til nederste modsatte ophængsøre. De mest brugte størrelser er 14, 15, 17, 19, 21, 24, 25, 28 og 34 engelske tommer.
De fleste skærme er i dag med farver, hvor man før i tiden ofte benyttede sort-hvid. For skærm-monitorer var det typisk sort-grøn eller sort-rødorange.
En farveskærm sender mindst (og typisk) tre optisk additive grundfarver rød(lig), grøn(lig) og blå(lig) (kaldet RGB-farver) i passende mængder. Velvalgte grundfarver kan spænde over en stor del af hvad mennesker kan opfatte, undtagen meget mættede farver i gamutranden. Opfattelsen af andre farver end mennesket tre farvefølsomme tappes toppunkter sker i hjernen. Så når vi ser gult skyldes det de rødfølsomme og grønfølsomme tappe registrerer meget lys - og kun lidt lys i den blåfølsomme tap.
Folk der arbejder professionelt med formidling i farver får af og til deres dataskærm (udover scanner og printer) kalibreret via farvestyring.

## Skærmtyper
- Katodestrålerør (Før i tiden var alle skærme til konsummarkedet af denne type)
- LCD (Eng: Liquid Crystal Display)
- Lysdiode-bagbelyst LCD-skærm
- Plasma
- Plasmaskærm
- Projektor, laser-monitor, laser-skærm
- Videovæg

Kilde:

## Opløsning
Opløsningen på skærme bliver regnet i billedpunkter (eng. pixel).
Almindelige skærmopløsninger er:
- 640x480
- 800x600
- 1024x768
- 1280x1024
- 1600x1200
- 1650x1080
- 1920x1080
- 1920x1200
- 2560x1440
- 2560x1600

Der findes dog mange andre opløsninger, alt efter hvad for et fabrikat skærmen har og til hvilket formål, den skal bruges.
For at vise den information som går fra computeren til skærmen, går dataene igennem et grafikkort som behandler disse data og sender dem til skærmen på en måde den kan forstå/omsætte til billeder.